# Блоне-Малі
Блоне-Малі (пол. Błonie Małe) — село в Польщі, у гміні Беляни Соколовського повіту Мазовецького воєводства.
Населення — 113 осіб (2011).
У 1975-1998 роках село належало до Седлецького воєводства.

## Демографія
Демографічна структура станом на 31 березня 2011 року:
|          | Загалом | Допрацездатний вік | Працездатний вік | Постпрацездатний вік |
| -------- | ------- | ------------------ | ---------------- | -------------------- |
| Чоловіки | 64      | 16                 | 40               | 8                    |
| Жінки    | 49      | 14                 | 22               | 13                   |
| Разом    | 113     | 30                 | 62               | 21                   |